# United Airlines
United Airlines — американська авіакомпанія, одна з найбільших в США і у світі. Після злиття з авіакомпанією Continental Airlines, офіційно завершеного 1 жовтня 2010 року, United Airlines стала найбільшим авіаперевізником у світі.
Авіакомпанія заснована в 1926 році під назвою «Boeing Air Transport». United Airlines була першою авіакомпанією, яка почала пропонувати пасажирам комерційних рейсів харчування, для чого, також вперше у світі, запровадила на своїх літаках посаду стюардеси. Першою стюардесою була Еллен Черч.
Авіакомпанія стала також першою у світі, літак якої став жертвою терористичного акту. 11 жовтня 1933 належний компанії Boeing 247 вибухнув у повітрі і впав на території штату Індіана. Загинули всі 7 чоловік, що знаходилися на борту. Розслідуванням встановлено, що катастрофа стала результатом вибуху бомби, що знаходилася в багажі літака. Причини та винуватці інциденту виявлені не були. 11 вересня 2001 терористами були захоплені 2 літаки авіакомпанії. Боїнг 767 рейсу 175 був направлений ними в південну вежу Всесвітнього торгового центру, Боїнг 757 рейсу 93 зазнав катастрофи в Пенсільванії.
Станом на жовтень 2012 року в авіакомпанії працювало понад 88 тисяч чоловік, польоти здійснювало 698 літаків на основних напрямках та 541 літак на регіональних. Основними аеропортами, використовуваними авіакомпанією, є Міжнародний аеропорт О'Хара в Чикаго, а також аеропорти Денвера, Вашингтона, Сан-Франциско і Лос-Анджелеса.